# Денман, Дэвид
Дэвид Денман  (англ. David Denman; род. 25 июля 1973, Ньюпорт-Бич, Калифорния) — американский актёр кино и телевидения, наиболее известный по роли Роя Андерссона в сериале  «Офис», за которую был отмечен Премией Гильдии киноактёров США за лучший актёрский состав.

## Биография
Денман родился в Ньюпорт-Бич, штат Калифорния. Учился в средней школе Фонтан-Вэлли. Позднее он принял участие в летнем учебном конгрессе в Театре американской консерватории в Сан-Франциско, штат Калифорния. Окончил  со степенью бакалавра искусств Драматический отдел Джульярдской школы (1993-1997, группа 26). Его сокурсниками были  Сара Рамирес и Алан Тьюдик.
Женат на актрисе Мерседес Масон.

## Избранная фильмография
| Год  | Название                         | Оригинальное название                     | Роль                                 |
| ---- | -------------------------------- | ----------------------------------------- | ------------------------------------ |
| 2000 | Дублёры                          | The Replacements                          | Брайан Мёрфи                         |
| 2003 | Поющий детектив                  | The Singing Detective                     | солдат с Бетти Дарк                  |
| 2003 | Крупная рыба                     | Big Fish                                  | Дон Прайс (18 – 22 года)             |
| 2006 | Когда звонит незнакомец          | When a Stranger Calls                     | офицер Бэрроуз                       |
| 2007 | Девятки                          | The Nines                                 | полицейский / взволнованный человек. |
| 2008 | Фантомы                          | Shutter                                   | Бруно                                |
| 2008 | Умники                           | Smart People                              | Уильям                               |
| 2009 | Фанаты                           | Fanboys                                   | Чез                                  |
| 2010 | Игра без правил                  | Fair Game                                 | Дэйв                                 |
| 2013 | После нашей эры                  | After Earth                               | рядовой Маккуорри                    |
| 2013 | Джобс: Империя соблазна          | Jobs                                      | Аллан Алкорн                         |
| 2014 | Мужчины, женщины и дети          | Men, Women & Children                     | Джим Вэнс                            |
| 2015 | Подарок                          | The Gift                                  | Грэг                                 |
| 2016 | 13 часов: Тайные солдаты Бенгази | 13 Hours: The Secret Soldiers of Benghazi | Дэйв «Бун» Бенто                     |
| 2017 | Могучие рейнджеры                | Power Rangers                             | Сэм Скотт                            |
| 2017 | Удача Логана                     | Logan Lucky                               | Муди                                 |
| 2018 | Пазл                             | Puzzle                                    | Луи                                  |
| 2019 | Гори, гори ясно                  | Brightburn                                | Кайл Брайер                          |
| 2020 | Гренландия                       | Greenland                                 | Ральф Венто                          |
| 2022 | Освобождение                     | Emancipation                              | генерал Уильям Дуайт                 |
| 2023 | Великий уравнитель 3             | The Equalizer 3                           | Фрэнк Конрой                         |